# Mogendheid
Een mogendheid is een staat met meer macht dan andere staten. Sommige mogendheden zijn lokale of regionale mogendheden, andere gelden als globale mogendheden. De status van mogendheid is relatief, kan veranderen en is meestal geen formele status die door andere staten werd toegekend.
Het woord mogendheid wordt meestal met een bijvoeglijk naamwoord of telwoord gebruikt, bijvoorbeeld grote/kleine/centrale/maritieme/vreemde/bevriende mogendheden.

## Geschiedenis
In de Europese geschiedenis werden vooral de staten van de pentarchie de grote mogendheden genoemd. In de 18e en 19e eeuw werden daarmee Groot-Brittannië, Rusland, Frankrijk, Oostenrijk en Pruisen bedoeld. In de Eerste Wereldoorlog werden Duitsland (het voormalige Pruisen) en Oostenrijk-Hongarije als de centrale mogendheden aangeduid. Vooral in en na de Tweede Wereldoorlog ging men Groot-Brittannië, Frankrijk en dan ook de VS als de Westerse mogendheden aangeduid. 
Samen met de Sovjet-Unie waren dit de vier mogendheden die Duitsland en Oostenrijk gingen bezetten (1945-1955/1994). Die vier mogendheden en China werden permanente leden van de VN-veiligheidsraad. Dit kan als een soort formele status van mogendheid worden gezien.
De VS en de Sovjet-Unie werden na 1945 ook als de twee supermogendheden aangeduid. Het conflict tussen hen was de kern van het Oost-West-conflict, de Koude Oorlog.
Nederland wordt tot 1748 ook wel als mogendheid gezien, met in omvang de vierde militaire macht van Europa. Nederland beschouwde zichzelf nog in de 20e eeuw, tot aan het verlies van de Indische bezittingen, als een middelgrote mogendheid.